# Tetrastichus julis
Tetrastichus julis är en stekelart som först beskrevs av Walker 1839.  Tetrastichus julis ingår i släktet Tetrastichus och familjen finglanssteklar. Enligt den finländska rödlistan är arten nära hotad i Finland. Arten är reproducerande i Sverige. Artens livsmiljö är torra gräsmarker. Inga underarter finns listade i Catalogue of Life.